# Sandro Veronesi
Sandro Veronesi, född 1959 i Prato, Toscana, är en italiensk författare.
Veronesi räknas till den samtida italienska litteraturens viktigaste författare. Han har sedan debuten 1988 utgivit en rad romaner och därutöver skrivit ett stort antal noveller, fackböcker, essäer och artiklar. 
Hans mest kända roman Stilla kaos (Caos calmo, 2005) belönades med Stregapriset och utkom i svensk översättning 2013. Romanen Det förflutnas kraft (La forza del passato, 2000), som handlar om en barnboksförfattare som får veta att hans döde far kanske inte var den han utgav sig för att vara, belönades med Premio Viareggio och Premio Campiello. Den utkom i svensk översättning 2014.